# 가스등

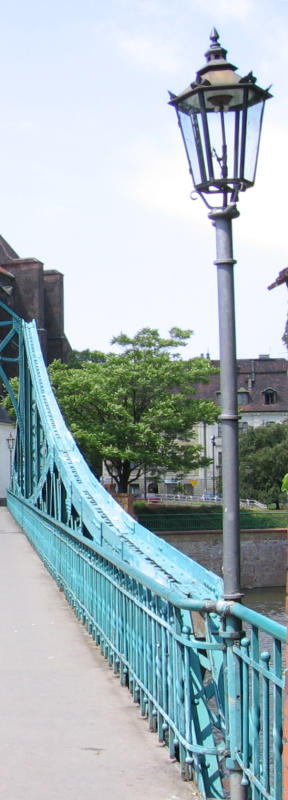

가스등(gas燈)은 석탄 가스를 도관에 흐르게 하여 불을 켜는 등이다.

## 초기 기술
1792년 영국의 윌리엄 머독에 의해 발명되었고 콘월에 의해 일반 가정에 설치되었다. 1798년에는 버밍엄에 의해 공장에 소개되었으며 1807년 런던 거리에 설치되었다. 1618년에 투르농의 의사인 장 타르댕(Jean Tardin)이 출판한 《그르노블 근처에 있는 불타는 샘물에 관한 자연사(Histoire naturelle de la fontaine qui brûle près de Grenoble)》라는 책은 아무런 주목을 받지 못하고 지나갔다. 그러나 저자는 이 책에서 "샘물에 포함된 자연 가스"를 연구하면서 막힌 용기 안에서 석탄을 증류해내는 방법을 이야기했는데, 이것은 200년 뒤에나 나올 가스등을 예고하는 것이었다.

## 같이 보기
- 석회광
- 광원 목록